# Mungo Park
Mungo Park (Selkirk, 11 settembre 1771 – Bussa, gennaio o febbraio 1806) è stato un esploratore scozzese.

## Anni giovanili
Mungo Park nacque a Selkirk, nella fattoria scozzese che suo padre aveva preso in affitto dal Duca di Buccleuch, settimo di tredici fratelli. La famiglia era sufficientemente agiata per garantire ai figli una buona educazione di stampo calvinista, e nell'ottobre del 1788, Park iniziò a frequentare l'Università di Edimburgo, studiando medicina e botanica. Fu tra gli allievi di John Walker. Nel gennaio del 1793, Park si laureò in Medicina al College of Surgeons di Londra. 
Ottenne in seguito, grazie al suo desiderio di viaggiare, un posto di Assistente Chirurgo a bordo della East Indiaman Worcester, che salpò nel febbraio 1793 diretta a Benkulen in Sumatra. 
Al suo ritorno, nello stesso anno, Park descrisse otto nuove specie di pesci e particolari piante tipiche di Sumatra alla Linnean Society.

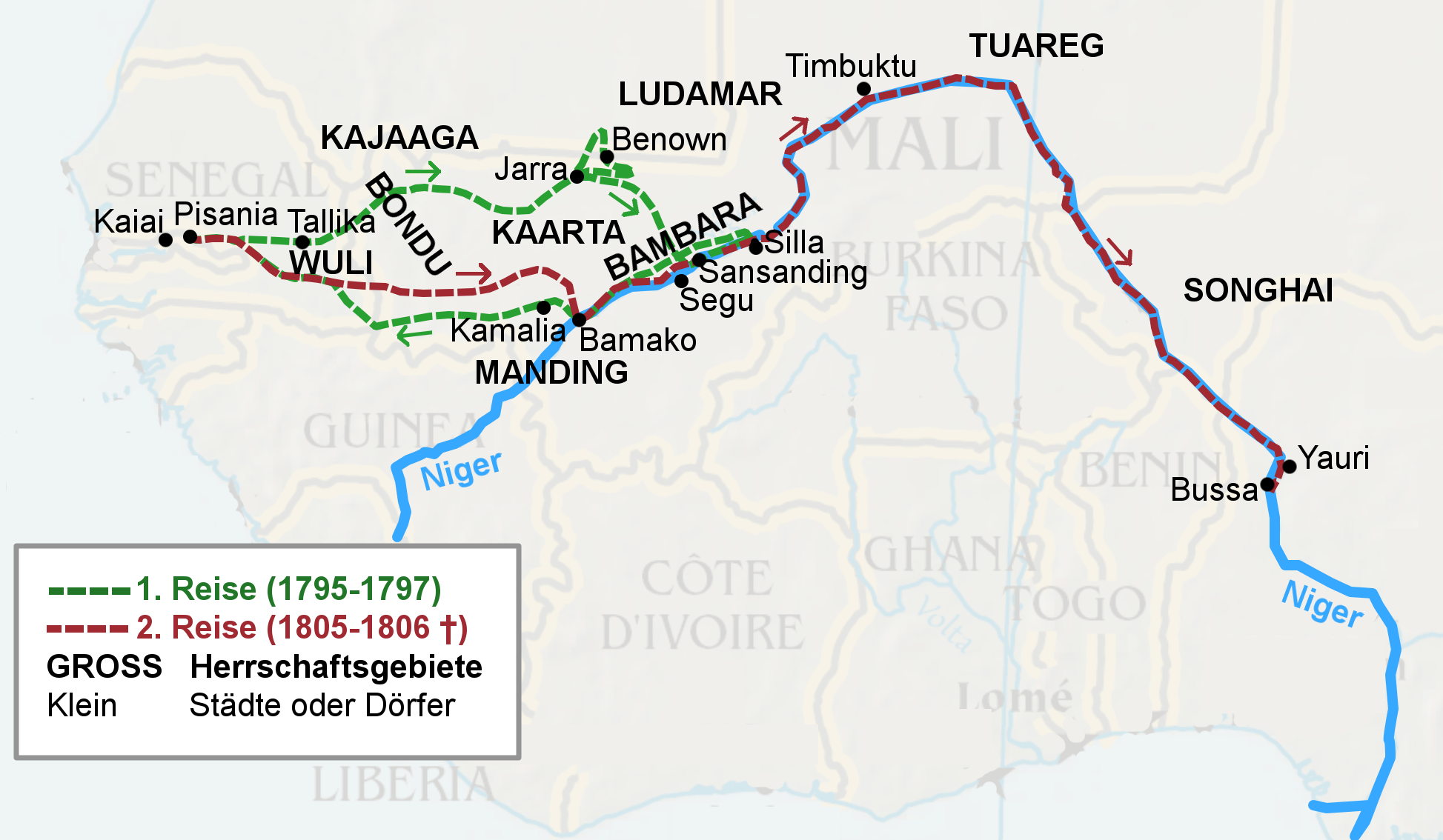
Tracciato delle due spedizioni di Mungo Park sul Niger

## Prima esplorazione
Nel 1794 Park offrì come volontario i suoi servigi alla britannica African Association, che stava cercando un sostituto di Daniel Houghton, spedito nel 1790 a scoprire la sorgente del Niger (all'epoca il più grande enigma geografico dell'Africa occidentale) e morto nel Sahara. Park venne accettato, e il 21 giugno 1795 raggiunse il Gambia, risalendolo per più di 200 miglia sino alla località di scambi commerciali inglese chiamata Pisania (oggi Karantaba), seguendo l'originario percorso di Houghton. A Pisania, aiutato da uno sciamano locale, apprese la lingua del posto.
Successivamente, accompagnato da due guide locali, partì per esplorare gli ignoti territori interni, alla ricerca delle misteriose sorgenti del Niger. Dapprima si inoltrò lungo il nord del Senegal, attraverso la regione semi-desertica di Kaarta, in un viaggio irto di difficoltà. Come avrebbe scritto: evident that his suspicion had arisen from a belief, that every white man must of necessity be a trader (è evidente il sospetto che ogni uomo bianco sia necessariamente un mercante di schiavi). A Ludamar fu lui stesso imprigionato per quattro mesi da Alì, il capo musulmano della popolazione locale, e trattato come uno schiavo. Riuscì ad evadere il 1º luglio 1796, con solo il suo cavallo e una bussola tascabile, e attraversò il deserto in tre durissime settimane senza viveri.
Il 21 dello stesso mese -aiutato dalla popolazione Bambara-, primo europeo della storia, pose gli occhi sulla sorgente del fiume Niger presso la città di Ségou. Park avrebbe voluto proseguire il viaggio seguendo il tortuoso scorrere del grande fiume (il terzo di tutta l'Africa, dopo Nilo e Congo) sino al suo sfociare nell'Oceano Atlantico, dato che sulle rive del Niger si diceva sorgesse la mitica e favolosa città di Timbuktu, ma il caldo intenso e bande di predoni lo costrinsero a tornare indietro.
Durante il viaggio di ritorno si ammalò seriamente a Kamalia, e solo grazie alle cure di un uomo che lo ospitò per sette mesi riuscì a sopravvivere. Riuscì a ritornare a Pisania solo il 10 giugno del 1797, quando tutti oramai lo davano per disperso. Ma il suo ritorno in Inghilterra pochi giorni prima del Natale 1797, con la notizia che aveva scoperto le origini del Niger, suscitò un grande entusiasmo in patria. Il suo libro Viaggio all'interno dell'Africa, uscito nel 1799, ebbe un notevole successo, cambiando radicalmente la concezione che si aveva allora dell'Africa occidentale. Tra le altre cose, Park divenne membro permanente della African Association.
Accasatosi a Foulshiels, nell'agosto del 1799 Park sposò Allison, figlia del suo vecchio maestro, Thomas Anderson. Nell'ottobre 1801 si trasferì a Peebles, dove iniziò la professione di medico.

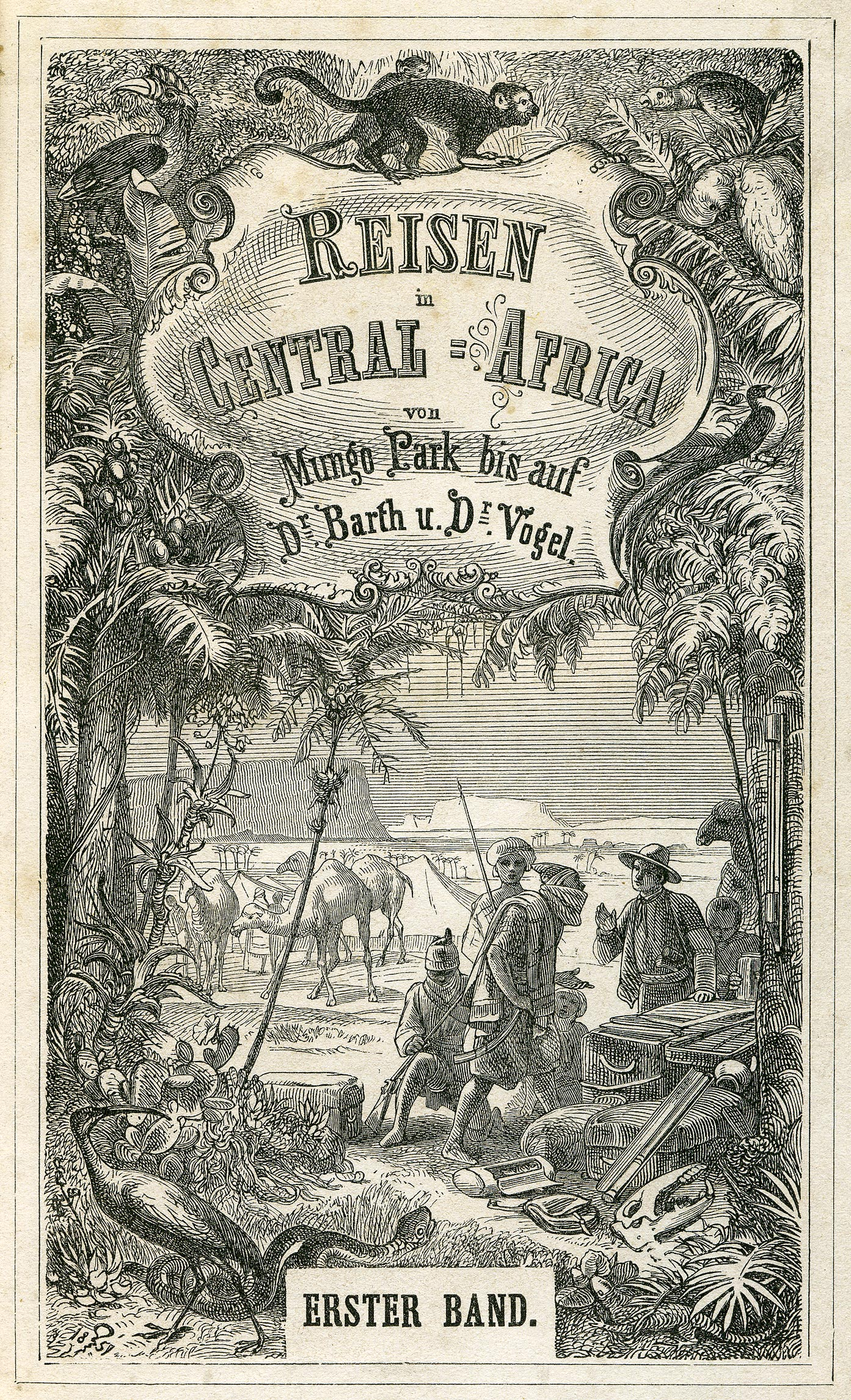
Edizione tedesca uscita nel 1859 di "Viaggio all'interno dell'Africa"

## Seconda esplorazione
Nell'autunno del 1803 il governo invitò Park a compiere un'altra spedizione sul Niger. Annoiato dalla monotonia della vita a Peebles, Park accettò subito l'offerta, anche se la spedizione venne rimandata. Ne approfittò per perfezionare la conoscenza dell'arabo, e il suo maestro fu Sidi Ambak Bubi, un nativo di Mogador (città del Marocco oggi nota come Essaouira), i cui comportamenti insoliti allarmarono i tranquilli cittadini di Peebles. A settembre era a Londra, pronto per partire. All'epoca Park era convinto che il Niger e il fiume Congo fossero uniti, e nei suoi appunti scriveva che sperava di tornare dall'esplorazione del Niger risalendo il Congo.
Il 31 gennaio 1805 salpò da Portsmouth, a capo di una spedizione governativa. Ma quando giunse a toccare il fiume Niger verso la metà di agosto, solo undici europei degli oltre quarantacinque iniziali erano ancora vivi. Gli altri erano morti per febbre, malaria o dissenteria. Da Bamako a Segu il viaggio fu compiuto con due canoe, avendo ottenuto l'autorizzazione dai capi locali. Aiutato dall'unico soldato ancora in grado di lavorare, per iniziare ad esplorare il tratto sconosciuto del fiume Mungo Park a Sansandig trasformò le due in una sola canoa lunga circa 40 piedi (circa 12 metri), battezzandola Joliba (grande fiume), il nome dato dai nativi al Niger. Il 28 ottobre gli morì tra le braccia il cognato Alexander Anderson, fratello della moglie, su cui Park aveva fatto molto affidamento.
Il 19 novembre, con un equipaggio variegato (un luogotenente, tre soldati di cui uno impazzito, una guida e tre schiavi), Mungo Park salpò la Joliba fermamente deciso a concludere la sua impresa o a perire nel tentativo. Lo si evince dal contenuto delle lettere che consegnò a Isaaco, una guida Mandingo che lo aveva accompagnato sin lì: I shall set sail for the east with the fixed resolution to discover the termination of the Niger or perish in the attempt though all the Europeans who are with me should die, and though I were myself half dead, I would still persevere, and if I could not succeed in the object of my journey, I would at least die on the Niger (navigherò verso est con il fermo proposito di scoprire la foce del Niger o perire nel tentativo, anche se tutti gli Europei che sono con me dovessero morire, e anche se io fossi già mezzo morto. Ma perseverò, e anche se non avrò successo con la mia esplorazione, almeno morirò nel Niger).

## La scomparsa e le ricerche
Anche alla moglie scriveva dell'intenzione di percorrere tutto il corso del fiume, che pensava di concludere per il gennaio del 1806. Ma queste sue lettere furono le ultime notizie, e di lui non si seppe più nulla.
Isaaco, uno degli ultimi ad aver visto Mungo Park vivo, venne allora ufficialmente ingaggiato dal governo britannico per scoprire il destino dell'esploratore, e a Sansanding Isaaco ritrovò gli unici due sopravvissuti della spedizione, uno schiavo e Amadi, la guida.
Amadi disse che l'esploratore era morto, e diede un drammatico resoconto della vicenda: avevano disceso infatti per più di 1000 miglia (1600 chilometri) il corso del Niger, toccando la stessa Timbuktu (che quindi Mungo Park sarebbe stato il primo europeo a vedere, molto prima di René Caillié) in un viaggio pieno di pericoli. La loro canoa era costantemente attaccata dagli indigeni, con attacchi tutti respinti grazie alle armi da fuoco degli inglesi, di cui gli attaccanti erano sprovvisti. Grazie alla perizia di Park, la ben costruita Joliba (che affondava solo per 30 centimetri nell'acqua) aveva superato senza danni tutti i gorghi e le rapide del fiume.
Ma nei pressi delle rapide di Bussa, vicino a Yauri, la canoa urtò uno scoglio e rimase incastrata. Si ritrovarono circondati da nativi ostili, che iniziarono a bersagliarli di frecce e lance. La situazione si rivelò presto insostenibile e Park, Martyn e gli unici due soldati rimasti furono costretti a tuffarsi di nuovo nel fiume, dove annegarono. Amadi e lo schiavo sopravvissuto riuscirono invece a scappare. Erano gli ultimi giorni di gennaio o i primi di febbraio del 1806.
Nel 1827 il secondogenito di Park, Thomas, convinto che il padre fosse ancora tenuto prigioniero a Bussa, sbarcò lungo la costa della Guinea. Dopo essere penetrato all'interno però morì di febbre.
Nel 1830 una spedizione guidata da Hugh Clapperton e Richard Lander appurò che quanto detto da Amadi molti anni prima era probabilmente vero. Vennero recuperati anche alcuni effetti personali appartenuti all'esploratore, ma il suo diario di bordo, che avrebbe potuto illuminare l'intera vicenda, non venne mai ritrovato.
La vedova di Park, Allison, morì nel 1840.

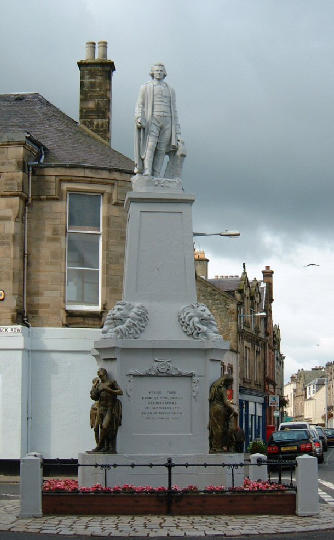
Il Mungo Park Memorial a Selkirk, in Scozia, suo luogo di nascita

## Il Karité
Il karité è un albero ad alto fusto, appartenente alla famiglia delle Sapotaceae, il cui nome botanico è Butyrospermum parkii, in onore di Mungo Park, che per primo fece conoscere in Europa i pregi del prezioso burro di karité, una sostanza che si ricava dai suoi frutti; l'esploratore scozzese nei suoi viaggi ne scoprì infatti l'uso e la ricchezza che esso costituiva per le popolazioni indigene, che non solo lo usano a scopi alimentari ma anche cosmetici (da loro è chiamato l'albero della giovinezza).

## La Mungo Park Medal
La Royal Scottish Geographical Society ha istituito negli anni trenta la Mungo Park Medal, una particolare onorificenza concessa a chi aveva apportato significativi contributi alle conoscenze geografiche del pianeta.

## Citazioni
Le gesta di Mungo Park sono ricordate da Ismaele, nel libro Moby Dick di Herman Melville, nel capitolo V intitolato La prima colazione, insieme a quelle di John Ledyhard, oltre a essere citato da Jules Verne nel libro Cinq semaines en ballon.
Anche ne i "Quarantanove racconti" di Ernest Hemingway viene citato l'esploratore scozzese; precisamente nel racconto breve intitolato: "piccola storia naturale: i morti"